# اعتياد

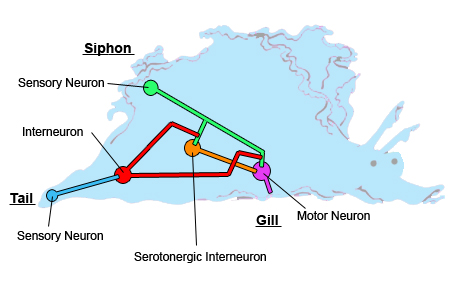

الاعتياد أو تعود هو شكل من أشكال التعلم غير الترابطي وفيه تتناقص الاستجابة الفطرية (غير المعززة) للمنبهات بعد التعرض المطول أو المتكرر لها. تشمل الاستجابات المعرضة للاعتياد تلك التي تتضمن الجسد بالكامل (على سبيل المثال، استجابة الفزع لكامل الجسم) أو تلك التي تختص بجزء واحد من الجسد ( اعتياد انطلاق الناقلات العصبية من الخلايا العصبية الحسية للأبلجيا Aplysia في المختبر)
نتج عن الانتشار الواسع للاعتياد في جميع شُعَب الحياة البيولوجية وصفه بأنه «أبسط أشكال التعلم وأكثرها عالمية، باعتباره سمة أساسية للحياة مثل الحمض النووي». من الناحية الوظيفية يُعتقد بأن الاعتياد -من خلال تقليل الاستجابة لمنبه- غير هام ارتباطياً، يحرر الموارد المعرفية للمنبهات الأخرى المرتبطة بأحداث مهمة بيولوجيًا (مثل العقوبة/المكافأة). على سبيل المثال، قد تعتاد الكائنات الحية على تكرار الأصوات الصاخبة المفاجئة عندما تتعلم أنه ليس لهذا أي عواقب. قد يعكِس الانخفاضُ التدريجي للسلوك في إجراءات التعويد أيضًا تأثيرات غير محددة -مثل التعب- يجب استبعادها عندما تكون الفائدة في الاعتياد. للاعتياد صلة بالممارسات السريرية، إذ إن عددًا من الحالات العصبية النفسية -من بينها مرض التوحد وانفصام الشخصية والصداع النصفي ومتلازمة توريت- تظهر انخفاضًا في الاعتياد على مجموعة متنوعة من أنواع التنبيه بنوعيه البسيط (النغمة) والمعقد (الوجوه).

## الاعتياد على العقار
هناك دلالة أخرى لمصطلح الاعتياد ينطبق على الاعتماد النفسي على العقاقير، وهو مدرج في العديد من القواميس عبر الإنترنت. اجتمع فريق من اختصاصيي منظمة الصحة العالمية عام 1957 لمعالجة مشكلة إدمان العقاقير واعتُمدَ مصطلح «الاعتياد على العقاقير» لتمييز بعض السلوكيات المتعلقة بتناول العقاقير عن الإدمان عليها. تبعا لمعجم منظمة الصحة العالمية لمصطلحات الكحول والعقاقير، يعرّف الاعتياد على أنه «اعتياد أي سلوك أو حالة، متضمنا استخدام العقارات نفسانية التأثير». بحلول عام 1964، تضمن التقرير العام لجراحي أمريكا عن التدخين والصحة أربع سمات تميز الاعتياد على العقاقير وفقا لمنظمة الصحة العالمية دابليو إتش أو WHO، وهي:
1)  رغبة -لا اندفاع قهري- في استمرار تناول العقار للشعور بالتحسن الذي يولده.
2) «ميل ضئيل أو معدوم لزيادة الجرعة»،
3) «درجة معينة من الاعتماد النفسي على تأثير الدواء، لكن غياب الاعتماد الجسدي وبالتالي متلازمة الامتناع»
4) «تكون الآثار الضارة -إن وجدت- في المقام الأول على الفرد». ومع ذلك، أيضاً في عام 1964، اجتمعت لجنة من منظمة الصحة العالمية مرة أخرى وقررت أن تعاريف اعتياد العقاقير وإدمانها لم تكن كافية، واستبدلت بالمصطلحين «الاعتماد على العقاقير». الاعتماد على المواد هو المصطلح المفضل اليوم عند وصف الاضطرابات المرتبطة بالعقاقير، في حين انخفض استخدام مصطلح اعتياد العقار بشكل كبير. لا يجب الخلط بين هذا وبين الاعتياد الحقيقي على العقاقير، إذ يتناقص تأثير الجرعات المتكررة بشكل متزايد، كما يظهر غالبًا في المدمنين أو الأشخاص الذين يتناولون مسكنات الألم بشكل متكرر.

## الخصائص
يمكن تمييز الاعتياد باعتباره شكلاً من أشكال التعلم غير الترابطي عن التغيرات السلوكية الأخرى (على سبيل المثال: التكيف الحسي/العصبي، والتعب) من خلال النظر في خصائص الاعتياد المحدَّدَة على مدى عدة عقود من البحث. حُدّثت الخصائص التي وصفها لأول مرة طومسون وسبنسر مؤخرًا، وتشمل ما يلي:
قد يؤدي التعرض المتكرر للمنبه إلى انخفاض حدة رد الفعل له. يُعتبر الاعتياد أيضًا شكلًا من أشكال التعليم الضمني، وهو ما يحدث عادة مع المنبهات المتكررة باستمرار. تتوافق هذه الخاصية مع تعريف الاعتياد بصفته إجراء، ولكن لتأكيد الاعتياد بصفته عملية، يجب إظهار خصائص إضافية. لوحظ أيضا التعافي التلقائي، وهو استرداد الاستجابة المعتادة للمنبه (تزيد في الحجم) عندما يمر قدر كبير من الوقت (ساعات، أو أيام، أو أسابيع) بين التعرضات للمنبه.
يُلاحظ «تعزيز الاعتياد» عندما تعطى اختبارات التعافي التلقائي مراراً وتكراراً. في هذه الظاهرة، يصبح الانخفاض في الاستجابة التي تلي التعافي التلقائي أكثر سرعة مع كل اختبار للتعافي التلقائي. لوحظ أيضًا أن الزيادة في وتيرة عرض التنبيه (أي تقليل الفاصل الزمني بين المنبهات)، تزيد من معدل الاعتياد. علاوة على ذلك، قد يؤثر التعرض المستمر للمنبهات بعد توقف اعتياد الاستجابة  (أي عدم إظهار أي انخفاض إضافي) بشكل إضافي على الاختبارات اللاحقة للسلوك مثل تأخر التعافي التلقائي. سترصد مفاهيم تعميم التنبيه وتمييز التنبيه. سيحدث الاعتياد على التنبيه الأصلي أيضًا للمنبهات الأخرى التي تشبه المنبه الأصلي (تعميم التنبيه). كلما كان المنبه الجديد أكثر تشابهًا مع المنبه الأصلي، زاد الاعتياد الذي سيُلاحَظ. عندما يُظهر موضوع ما الاعتياد على منبه جديد يشبه المنبه الأصلي ولكن ليس مع منبه مختلف عن المنبه الأصلي، فإن الموضوع يظهر تمييز التنبيه. (على سبيل المثال، إذا اعتاد المرء على مذاق الليمون، فإن استجابته ستزداد بشكل كبير عند تقديمه مع طعم الليم). يمكن للتمييز التنبيهي أن يُستخدم لاستبعاد التكيف الحسي والتعب باعتباره تفسيرا بديلا لعملية التعود.
ضمن ملاحظة مذكورة أخرى: يؤدي إدخال واحد لمنبه مختلف في وقت متأخر من إجراء الاعتياد عند انخفاض الاستجابة لتنبيه المنبه إلى زيادة الاستجابة المعتاد عليها. هذه الزيادة في الاستجابة مؤقتة، وتسمى «إزالة الاعتياد»، وتحدث دائمًا مع المنبه الأصلي المؤثر (لا مع المنبه الإضافي). يستخدم الباحثون أيضًا إزالة الاعتياد على أنه دليل لاستبعاد التكيف والتعب الحسيين باعتبارهما تفسيرات بديلة لعملية الاعتياد. يمكن أن يحدث الاعتياد على إزالة الاعتياد، إذ يمكن أن تتناقص كمية إزالة الاعتياد التي تحدث نتيجة لإدخال منبه مختلف بعد التقديم المتكرر لمنبه «إزالة الاعتياد».
يبدو أن بعض إجراءات الاعتياد تؤدي إلى عملية اعتياد تستمر أيامًا أو أسابيع. ويعتبر هذا الاعتياد طويلَ المدى؛ إذ يستمر على مدار فترات زمنية طويلة (أي لا يظهر سوى القليل أو لايظهر على الإطلاق أي تعافٍ تلقائي). يمكن تمييز الاعتياد طويل المدى عن الاعتياد قصير المدى الذي يُحدَّد بواسطة الخصائص التسع المذكورة أعلاه.

## الآليات الحيوية
يمكن أن يشير الاعتياد إلى انخفاض في السلوك، أو التجربة الذاتية، أو الانتقال المتشابك. مُيّزت التغيرات في الانتقال المشبكي التي تحدث أثناء الاعتياد بشكل جيد في خياشيم الأبلجيا ورد الفعل الانسحابي للمثعب.
ظهر الاعتياد في كل أنواع الحيوانات بشكل أساسي، وعلى الأقل، في نوع واحد من نباتات ميموسا بوديكا (Mimosa pudica) في خطوط خلوية معزولة متباينة عصبيًا، وأيضاً في بيروفسكايت الكم. يوفر البحث التجريبي للكائنات الحية البسيطة، مثل البروتوزوان والاستنتور الطفيلي، فهمًا للآليات الخلوية التي تشارك في عملية الاعتياد.

### تصوير الأعصاب
في علم النفس، دُرس الاعتياد من خلال أشكال مختلفة من التصوير العصبي مثل التصوير المقطعي المحوسب بالرنين المغناطيسي والتصوير بالرنين المغناطيسي الوظيفي. لوحظ الاعتياد بعد التعرض المتكرر للمنبهات. داخل الرنين المغناطيسي الوظيفي، يقاس تأثير المنبه باستخدام إشارات تعتمد على مستوى أكسجين الدم (BOLD). تفسَّر الانخفاضات طويلة الأجل في إشارة مستوى أكسجين الدم على أنها الاعتياد، وتفسر الزيادات طويلة المدى في إشارة مستوى أكسجين الدم على أنها تحسس.
اللوزة هي واحدة من أكثر المناطق التي دُرست في الدماغ فيما يتعلق بالاعتياد. درج انتهاج مراقبة المعالجة البصرية لتعبيرات الوجه. في دراسة قام بها بريتر وزملاؤه، استُخدمَت فحوص التصوير بالرنين المغناطيسي الوظيفي لتحديد أي من مناطق الدماغ تظهر اعتياداً وبأي معدل. أظهرت نتائجهم أن اللوزة البشرية تستجيب وتعتاد بسرعة تعابير الوجه المخيفة أكثر من التعبيرات المحايدة. ولاحظوا تغيرات ملحوظة في إشارة اللوزة استجابة للوجوه السعيدة عن الوجوه المحايدة.
قارن كل من بلاك فورد، وألين، وكوان، وآفري (2012) تأثير مزاج مثبط للغاية ومزاج غير مثبط (انبساطي) للغاية على الاعتياد. ووجدت دراستهم أن الأفراد الذين يعانون من مزاج غير مثبط قد أظهروا خلال التعرض المتكرر الاعتياد في كل من اللوزة والحصين، بينما لم يظهر المشاركون الذين يعانون من مزاج مثبط الاعتياد في أي من مناطق المخ هذه. يشير الباحثون إلى أن هذا الفشل في الاعتياد يعكس العجز عن التعلم الاجتماعي لدى الأفراد الذين يعانون من مزاج مثبط للغاية، وهو آلية محتملة لزيادة تعرضهم للقلق الاجتماعي.

## مناقشة حول حالة التعلم
على الرغم من اعتبار التعود عملية تعليمية من قبل البعض في وقت مبكر منذ العام 1887،  ظلت حالة تعلمه مثيرة للجدل حتى مابين عشرينيات القرن العشرين وثلاثينياته. على الرغم من الإقرار بأن ردود الفعل قد «ترتخي» -أو بمعنى آخر تنقص- مع التنبيه المتكرر، فينصّ «مذهب الثبات» على انه لا ينبغي لردود الفعل أن تظل ثابتة، وكانت ردود الفعل المتغيرة مظهرًا مرضيًا. في الواقع، كان الطيارون الذين يظهرون تعوداً على رد فعل رأرأة ما بعد الدوران يُسَرَّحون أحيانًا أو لا يُجنَّدون للخدمة في الحرب العالمية الأولى: على أساس أن تغير استجابة رد الفعل تشير إلى وجود جهاز دهليزي معيب أو قلة اليقظة. في النهاية، مع ذلك، خلصت مزيد من الأبحاث من الأوساط الطبية والعلمية إلى أن تغير ردود الفعل المعتمدة على المنبه أمر طبيعي سريريًا. استندت معارضة اعتبار التعود شكلاً من أشكال التعلم أيضًا على افتراض أن عمليات التعلم يجب أن تنتِج استجابات سلوكية جديدة وأن تحدِث تغيراً في القشرة الدماغية. لا تنتج الأشكال غير الترابطية للتعلم مثل التعود (والتحسس) استجابات جديدة (مشروطة)، لكنها تقلل من استجابات (فطرية) موجودة مسبقًا، وغالبًا ما تظهِر أنها تعتمد على تغييرات تشابكية محيطية (غير دماغية) في السبيل الحسي الحركي. ومع ذلك، يَعتبر معظم منظّري التعلم الحديث أي تغيير سلوكي يحدث نتيجة للتجربة تعلماً، طالما أنه لا يمكن تفسيره بالتعب الحرك، أو التكيف الحسي، أو التغيرات النمائية أو الضرر.